# Zukunftsstiftung Entwicklung
Die GLS Zukunftsstiftung Entwicklung ist eine Stiftung zur Förderung der ökologisch und sozial nachhaltigen Entwicklung in ausgewählten Projekten in Asien, Afrika und Lateinamerika.

## GLS Zukunftsstiftung Entwicklung
Die Stiftung will weltweit die Ursachen von Armut, Hunger und Not bekämpfen. Dafür verhilft sie Menschen zur eigenverantwortlichen und selbstbestimmten Gestaltung ihrer Lebensverhältnisse, sie fördert die Überwindung hierarchischer Strukturen insbesondere zugunsten von Frauen und bemüht sich um den Aufbau dauerhafter Regionalstrukturen.

## Ziele
Die Ziele der Stiftung sind laut ihrer Satzung:
- Entwicklungszusammenarbeit

- Förderung der Erziehung sowie der Volks- und Berufsbildung einschließlich der Studienhilfe im In- und Ausland.

Zur Verwirklichung der Satzungsziele
a) fördert und begleitet die Stiftung Projekte der Entwicklungszusammenarbeit, die selbstbestimmte und partizipatorische Lebensformen sowie Hilfe zur Selbsthilfe ermöglichen;
b) gewährt und vermittelt die Stiftung Hilfeleistungen für Menschen, die in Armut, Hunger und Not leben. Solche Hilfen können auch in der Ermöglichung des Schulbesuchs (beispielsweise durch Patenschaften), beruflicher Bildung, einkommensschaffender Maßnahmen und in Vorhaben der Gesundheitsfürsorge und der Wohlfahrtspflege bestehen;
c) vermittelt die Stiftung Informationen und Bildung und betreibt Öffentlichkeitsarbeit, um neue Leitbilder auf dem Gebiet der Entwicklungszusammenarbeit aufzubauen und dabei die vorhandenen Benachteiligungen der in armen Ländern lebenden Menschen zu berücksichtigen und zur Überwindung von Armut, Hunger und Not beizutragen.
Vor allem in ökologischen Landwirtschafts- und überschaubaren Gewerbebetrieben wird die Grundlage für eine nachhaltige Existenzbegründung und -erhaltung gesehen, unter Einbeziehung traditioneller und kultureigener Ausgestaltungsformen.
Die Stiftung arbeitet zusammen mit anderen Einrichtungen, die im In- oder Ausland als besonders förderungswürdig anerkannt sind und gemeinnützige Zwecke auf dem Gebiete der Entwicklungszusammenarbeit oder Bildung verfolgen.

## Organisation
Die Stiftung ist eine unselbständige Stiftung, die bei der GLS Treuhand e.V. angesiedelt ist. Die Organe der Stiftung sind der Stiftungsrat und die Geschäftsführung.
Der Stiftungsrat besteht aus sechs gewählten Mitgliedern und berät die Geschäftsführung.
Die Stiftung wurde im Jahr 2001 aus dem seit 1980 bei der GLS Treuhand arbeitenden Entwicklungshilfefonds gegründet. Die Gründungsstifterinnen und -stifter haben ein Errichtungskapital von 122.710 Euro eingebracht. Dank Zustiftungen, Schenkungen mit Auflage und Nachlässen beträgt das Eigenkapital 2,79 Millionen Euro (2016). Ökonomisch ist die Stiftung selbstständig und finanziert sich durch Spenden und Stiftungserträge. Seit Juli 2021 firmiert die Stiftung unter dem Namen GLS Zukunftsstiftung Entwicklung.
Weitere Stiftungen innerhalb der GLS Treuhand e.V. sind unter anderem die Zukunftsstiftung Bildung, die Zukunftsstiftung Gesundheit und die Zukunftsstiftung Landwirtschaft. Aus der GLS Treuhand heraus ist die GLS Gemeinschaftsbank e.G. entstanden. Beide Organisationen kooperieren eng. Der Geschäftssitz der GLS Zukunftsstiftung Entwicklung, GLS Treuhand und GLS Bank ist Bochum.

## Tätigkeitsfelder
Die Stiftung stellt ihr Wirken selbst so dar: „Die Zukunftsstiftung Entwicklung kooperiert mit 84 Projekten in 20 Ländern in Afrika, Asien und Lateinamerika. In Unterstützung der Partner vor Ort werden Grundlagen für ein selbstständiges Leben in Würde gelegt.“ Sie „fördert initiative Menschen in den folgenden Bereichen: Organische Landwirtschaft, emanzipative Bildung, ganzheitliche Basisgesundheitsförderung, einschließlich der Komplementärmedizin, regenerative Energie, sowie Mikrokredite und Ausbau von Kleingewerbe. In den meisten Projekten greifen diese Bereiche ineinander.“ Die „Erfahrung zeigt, dass Veränderungs- und Aufbauprozesse dann zum Erfolg führen, wenn engagierte Menschen vor Ort tätig sind, mit dem Ziel dass ihre Initiativen langfristig eigenständig ökonomisch tragfähig werden.“

## Projektförderung
Laut Jahresbericht wurden 2016 für Afrika 50,5 % der Zuwendungen aufgewendet, für Asien 37,7 % und für Lateinamerika 8,7 %. Der größte Anteil lag auf der Förderung organischen Landbaus (39,7 %), an zweiter Stelle lagen Schule und Bildung (25,6 %), an dritter Patenschaften (15,7 %). Für regenerative Energien wurden 6,0 %, für Basisgesundheitsversorgung 4,1 %, für Menschen- und Umweltrechte 3,7 % aufgewendet. Insgesamt wurden Projekte mit etwas über 3 105 000 Euro gefördert, darin enthalten ein Zuschuss des BMZ von 899 000 Euro.

## Auszeichnungen
- Der GLS Zukunftsstiftung Entwicklung wurde das Spendensiegel des Deutschen Zentralinstituts für soziale Fragen für besondere Transparenz und Effizienz verliehen.[5]
- Die Frauenplattform Edition F hat in Kooperation mit ZEIT online und Handelsblatt 2018 Annette Massmann von der Zukunftsstiftung Entwicklung unter die "25 Frauen gewählt, die unsere Wirtschaft revolutionieren".[6]